# Ramon Gaufred
Ramon Gaufred fou bisbe de Vic des del 1110 fins al 26 de novembre del 1146 data de la seva mort a la ciutat de Cardona.
El primer acte que esmenta Flórez on apareix Ramon és en una donació, datada l'1 d'abril del 1110 feta per Ponç Hug i la seva muller Beatriu a Sant Pere de Vic i al seu capítol de l'església de Santa Maria de Navarcles, a la riba del Llobregat, amb tots els seus béns i amb les capellanies que tenien des del Llobregat fins al Segre i la meitat dels alous des del Llobregat fins a la Roca de Castellfollit, amb l'acord que el seu fill Pere que era clergue, els posseís mentre visqués. Un altre és la confirmació a Ramon Guifre i als seus descendents del Castell d'Artés i uns feus que li donà l'Arquebisbe Berenguer Sunifred datada el 5 d'agost del 1111, constant aquesta segons Flórez la primera en que signa amb títol de Vic emprant la fórmula Raimundus gr. D. Vicensis Episcopus.
El 20 d'octubre del 1114 prestaren homenatge i fidelitat al bisbe Ramon els cavallers que tenien els castells propietat de l'església a Montlleó i Pomar. Feu el mateix el que posseïa el Castell de Meda el 29 de gener del 1115.
El 17 de gener del 1118 assistí com a jutge conjuntament amb el bisbe de Girona i d'altres, en un litigi entre el bisbe Oleguer de Barcelona, contra el Monestir de Sant Cugat. Estant els jutges al claustre de la Catedral de Girona davant del legat cardenal Bosó, sentenciaren a favor d'Oleguer.
El 26 de maig del 1118 el bisbe Ramon restituí al net de Guillem Bernat de Gurb les esglésies del terme de Gurb. Aquestes esglésies havien estat fruit de disputes entre Guillem Bernat i el seu fill Bernat Guillem amb el llavors bisbe de Vic Berenguer Sunifred.
Viatjà a França amb motiu del Concili de Tolosa del 1119 (celebrat el juny o el juliol) amb assistència de bisbes hispans, principalment de Catalunya. Conta l'assistència del bisbe Oleguer de Barcelona, amb el bisbe de Barbastre Raymundo.
En aquell moment hi havia certes torbacions a les terres catalanes i els bisbes Ramon i Oleguer convenceren al Comte Ramon Berenguer III per a fer una reunió al Palau Comtal de Barcelona en què hi concorregueren, a més dels esmentats el bisbe de Girona Berenguer Dalmau, els abats de les seves diòcesis i molts magnats i el fill del comte, futur Ramon Berenguer IV. En aquesta reunió s'instituí el fur de cellera establint la immunitat de les esglésies al voltant de trenta passes al seu voltant sota pena de 600 sous i excomunió contra els infractors. Aquesta immunitat s'aplicava també als clergues, monjos i monges, que no duguin armes, i als béns de les seves comunitats, prohibint els furts, incendis o fer mal a les cavalleries dels viatjants, del que va a molí, del que llaura els camps.
El 14 de març de l'any 1128 l'arquebisbe de Tarragona Oleguer infeudà la ciutat de Tarragona a Ramon amb l'esperança de que l'ajudés en la restauració de la metròpoli. A aquest objectiu se celebrà un concili durant la setmana santa del 1128 o 1129 a Narbona presidit per Arnald, metropolità de Narbona, amb assistència dels bisbes de Vic, Girona, Urgell, Saragossa i altres de la França, amb l'objectiu de fundar una confraria o germandat en que cadascú anualment donàs almoina: Arquebisbes, bisbes, prelats de capítols i monestirs dotze denaris o el que poguessin. Prosseguiren els intents de Sant Oleguer d'afavorir a Ramon Gaufred en la restitució de Tarragona, quan li feu donació de la parròquia i església de Sant Salvador, als afores de Tarragona, amb la prerrogativa que aquesta fos l'única parroquial a la ciutat i raval, amb tots els drets parroquials, només restant subordinada a l'obediència de l'arquebisbe. També li concedí a el Ramon i a l'església ausonenca la cinquena part dels delmes sobre la pesca i els fruits de la terra (24 d'octubre del 1128).
El 20 juliol del 1131 feu donació el bisbe Ramon Gaufred de l'església de Moià al monestir de l'Estany, amb totes les seves dècimes, alous i pertinences. També dedicaren a finals del 1033 els bisbes de Barcelona Oleguer, i de Girona Berenguer, i Ramon l'església de Santa Maria de l'Estany sota la regla de Sant Agustí i sota l'obediència del bisbat de Vic. Confirmà els béns de Santa Maria de l'Estany destacant-ne els següents: L'església de Sant Pere d’Archellis (Sant Pere dels Arquells?) amb les seves sufragànies Santa Maria de Rubinata (Santa Maria de Rubinat?) i Sant Salvador (a Vergós?). L'església de Sant Esteve de Sallent, amb les seves sufragànies i amb Sant Jaume d'Olzinelles (Olcinelleis): Sant Fructuós Genebreda, Santa Maria de Modeliano, Sant Fèlix Roturense: Sant Felices de Terraciola (Sant Feliu de Terrassola?), Sant Llorenç de Buada, Sant Iscle de Tolosa.
Consta Ramon Gaufred com un dels marmessors designats per Ramon Berenguer III al seu testament datat el 8 de juliol del 1131. Pocs dies després de testar prenia el Comte de Barcelona l'hàbit templer i donà a aquest orde el Castell de Granyena a la diòcesi de Vic. Aquests cavallers volgueren posar un prior a la seva comunitat concedint-los-hi el bisbe Ramon Gaufred l'11 de maig del 1136.
El 27 de novembre del 1043 el Comte Ramon Berenguer IV celebrà a Girona una gran junta de prelats i senyors que presidí el cardenal legat Guido on s'aprovà una nova expedició contra els moros.
Ramon Gaufred morí a Cardona el 26 de novembre del 1046, essent traslladat el seu cadàver per obra del capítol i enterrat a la Catedral de Vic.
193-208